# 徐小荷
徐小荷（1933年—），男，浙江温州人，中国采矿工程专家，曾任东北工学院教授、博士生导师。